# 布氏扁指鰧
布氏扁指鰧（學名：Platygillellus bussingi），為輻鰭魚綱䲁形目指鰧科扁指鰧屬的一個種，種名為了紀念哥斯達黎加大學的魚類學家和收藏家威廉·布辛（William Bussing，1933-2014），分布於中東太平洋哥斯大黎加及巴拿馬海域，深度1至15公尺，本魚體細長，扁平，向尾部逐漸變細，頭粗壯，吻部寬圓，眼不在柄上，沒有乳突，上下唇有皮瓣，下唇有30個皮瓣，大約是上唇的2倍多，管狀鼻孔，背鰭起源於頸背，背鰭硬棘14-16枚、背鰭軟條15-17枚、臀鰭硬棘2枚、臀鰭軟條26-28枚，胸鰭條13-15枚，側線連續，在最後一根背棘下方向下彎曲，鱗片光滑，頭部和前鰓蓋骨無鱗片，胸鰭基部有鱗片，腹部沿中線有一窄帶狀鱗片，側線鱗片47枚，體白色，身體中部有一對寬闊的黑色橫帶，背鰭下方和尾鰭基部有較小的橫帶或鞍狀橫帶，下側橫帶上約5個白色斑點，體長可達5公分，棲息在有沙底質海域，以小魚及無脊椎動物為食，生活習性不明。